# باختریونی
باختریونی (گرجی: ბახტრიონი) یک دژ ویران‌شده مربوط به سده هفدهم میلادی در منطقه خاوری گرجستان، کاختی است. این دژ در ساحل چپ رود آلازانی قرار دارد. در دهه ۱۶۵۰ میلادی، این دژ یک پایگاه صفوی بود تا زمانی که گرجی‌های شورشی آن را ویران کردند. از دژ باختریونی، تنها ویرانه‌های ناچیزی باقی مانده‌است.